# دموع الورد (مسلسل)
دموع الورد (باللغة التركية: Acı Hayat) (بالعربية: ألم الحياة) هو مسلسل درامي اجتماعي تركي من إنتاج شركة سينغراف، بإشراف المنتج عثمان سيناف، و بطولة كنان إميرزالي أوغلو، سيلين ديميراتار، أوغوز جاليلي. أخرجه عبد القادر جيلان إيدي، وعرض بين عامي 2005 و2007. وتم بثه على قناة شو تي في، وانتهى بعد موسمين بإجمالي 59 حلقة.

## قصة المسلسل
تدور أحداث القصة في أحد الأحياء الفقيرة بإسطنبول، حيث يعيش عمار، وهو لحام، ونرمين، أخصائية تجميل الأظافر. يحبان بعضهما حباً عميقاً ويرغبان في الزواج وتأسيس عائلة، إلا أن الفقر يقف عائقاً أمام أحلامهما. يصبح الفقر كابوساً يقيدهما، ويبدو أن القدر يتآمر لتفريقهما.
مع مرور الوقت، تبدأ نرمين بفقدان الأمل في السعادة بسبب اليأس الذي يفرضه عليها الفقر. في أحد الأيام، تتلقى دعوة من بلقيس كيرفانجي أوغلو، إحدى الشخصيات البارزة في المجتمع، لإجراء مانيكير في قصرها الفخم. في هذا القصر، تعيش بلقيس مع زوجها صفا، وابنتها فرح، وابنها ايمن، وهو شاب مستهتر ومعروف بطيشه.
بعد مشادة بسيطة بين ايمن وأخته فرح حول مفهوم الحب، يقرر إندر أن يجعل نرمين هدفه للفوز برهانٍ مع أخته. هذا الحدث يغير مصير نرمين بالكامل. بطرق تبدو غير مؤذية في البداية، يتمكن ايمن من التسلل إلى حياة نرمين، ويحولها تدريجياً إلى جحيم.
من ناحية أخرى، يتحرك عمار نحو حياة جديدة مليئة بالثراء، ويقرر الانتقام من الحب الذي خسره بسبب الفقر. هدفه الوحيد الآن هو أن يصبح غنياً بما يكفي لجعل أيمن وعائلته ينحنون أمامه، حتى ينتقم من الحياة التي فرقته عن حبيبته نرمين.

## المواسم

### نسخة تركية
تتكون من 59 حلقة موزعة على اربعة مواسم، وهي كالتالي:
| الموسم   | بداية الموسم   | نهاية الموسم  | عدد الحلقات | بداية ونهاية الموسم | الموسم التلفزيوني | القناة   |
| -------- | -------------- | ------------- | ----------- | ------------------- | ----------------- | -------- |
| الموسم 1 | 14 ديسمبر 2005 | 12 يونيو 2006 | 23          | 23-1                | 2006-2005         | شو تي في |
| الموسم 2 | 9 أكتوبر 2006  | 27 يونيو 2007 | 36          | 59-24               | 2007-2006         | شو تي في |

### نسخة مدبلجة
تمت دبلجة المسلسل إلى اللهجة السورية، حيث تشمل النسخة المدبلجة 59 حلقة، وهي مطابقة للنسخة التركية الأصلية. تتوفر الحلقات على القناة الرسمية للمسلسل على موقع يوتيوب (رابط الحلقات).

###### دبلجة أسماء الشخصيات
تمت إعادة تسمية الشخصيات من اللغة التركية إلى اللغة العربية. يظهر الجدول التالي مقارنة بين أسماء الشخصيات في النسختين:
| اسم الشخصية بالعربية | اسم الشخصية بالتركية | اللفظ بالعربية |
| -------------------- | -------------------- | -------------- |
| عمار                 | MEHMET               | محمد           |
| أيمن                 | ENDER                | أندير          |
| فرح                  | FİLİZ                | فيليز          |

## طاقم العمل والشخصيات
| الشخصية العربية | الممثل              | مؤدي الصوت العربي | معلومات عن الشخصية                                                      |
| --------------- | ------------------- | ----------------- | ----------------------------------------------------------------------- |
| عمار كوسوفي     | كنان إميرزالي أوغلو | محمد حداقي        | بطل المسلسل وخطيب نيرمين في البداية ويريد أن ينتقم من أسرة كرونجي أوغلو |
| نيرمين          | سيلين ديميراتار     | ميسون أبو أسعد    | خطيبة عمار وحبيبته التي لم ينساها                                       |
| أيمن            | أوغوز جاليلي        | إياد أبو الشامات  | ابن صفا كرونجي أوغلو، وزوج نيرمين                                       |
| فرح             | ايبرو كوكاجا        | سوزان سكاف        | ابنة صفا كرونجي أوغلو، وأخت أيمن وهي التي احبت عمار                     |
| حسن             | احمد ينيلمز         | حسام الشاه        | صديق عمار وينتقم مع عمار من عائله الكرونجي                              |

## وصلات خارجية
- دموع الورد على موقع IMDb (الإنجليزية)
- دموع الورد على موقع كينوبويسك (الروسية)
- دموع الورد على موقع قاعدة بيانات الفيلم (الإنجليزية)